# Макіївський металургійний комбінат
Макіївський металургійний комбінат ім. С. М. Кірова — раніше великий металургійний конгломерат у Донецькій області (місто Макіївка) найбільше металургійне підприємство СРСР довоєнного часу.
За своєю площею займає значну частину території Макіївки (більшу частину Кіровського району та частину інших). У 1960-і роки Макіївський металургійний комбінат, який був повністю реконструйований у другій п'ятирічці, випускав чавуну стільки, скільки давала Польща та Італія, разом узяті.
На даний момент більша частина цехів закрита (мартенівський, доменний, прокатний № 1, ливарний, копровий, ЦЗЛ, ЦЛАМ та інші), а підприємство влилося до складу Єнакіївського металургійного заводу та має назву «Макіївська філія Єнакіївського металургійного заводу», кількість співробітників — близько 1000 чоловік. Основна продукція — арматура, катанка 5,5-12,5 мм, куточок. Цехи, що діють:
- цех прокатного переділу ЦПП, раніше Прокатний цех № 2 (дротяний стан 150, дрібносортний стан 390);
- вальцетокарний цех;
- кисневий цех та інші допоміжні.

## Історія комбінату
У результаті соціалістичної індустріалізації Макіївський комбінат став найбільшим металургійним підприємством СРСР і до 1941 виробляв близько 10 % радянського чавуну і сталі.
1996 року розпочалася корпоратизація підприємства. ВАТ «Макіївський металургійний комбінат» було створено у процесі приватизації орендного підприємства ММК відповідно до рішення Фонду держмайна. Частка засновників у статутному фонді склала: Фонд держмайна України — 62,05 %, організація орендарів ММК — 37,95 %. У 1997 році було розпочато справу про банкрутство комбінату, яке розглядалося доти, доки його не закрили, у зв'язку з оголошенням конкурсу з продажу контрольного пакету акцій.
Комбінат також виставлявся на продаж у 1997 році. За словами Леоніда Кучми, свого часу керівництво Макіївського металургійного комбінату взяло кредит під гарантії уряду, але не повернуло його. Тому держава була «подвійно» зацікавлена оздоровити фінансову ситуацію на підприємстві, аби повернути позику. Чимало проблем були пов'язані зі зловживаннями керівництва комбінату: продукція збувалась за заниженими цінами, він обріс масою посередників.
Унаслідок зупинки доменного та мартенівського цехів із квітня 2009 року мав бути перейменований на «Макіївський прокатний завод».

## Структура ММК
ОСНОВНІ ВИРОБНИЧІ ПІДРОЗДІЛИ:
- Доменний цех 5 доменних печей, шлаковий двір, центральна електро-повітродувна станція ЦЕПС (6 котлів, 2 електрогенератори), рудний двір (6 рудно-грейферних крани), ділянка підготовки ковшів, ділянка розливання чавуну
- Мартенівський цех 11 мартенівських печей, (+8 мартенівських печей у мартенівському цеху № 2 закритому 1979 року), шихтовий двір, шлаковий двір, міксерне відділення
- Прокатний цех № 1 Відділення нагрівальних колодязів, стан блюмінг 1150 безперервно-заготівельний стан 630 безперервно-заготівельний стан 530 ад'юстаж
- Прокатний цех № 2 Сортовий стан 300 (демонтований у 1992 році), сортовий стан 350-1, сортовий стан 350-2, дротяний стан 250-1 (демонтований у 1992 році), дротяний стан 250-2 (замінений на стан 150 у 1992 році)
- Прокатний цех № 3
- Ливарний цех Дві електродугові печі, печі вагранки
- Копровий цех Два гідравлічні преси, вибухова яма, кранове обладнання
- Цех підготовки складів ЦПС Стріперне відділення, відділення чищення виливниць, відділення підготовки складів
- Центральна заводська лабораторія ЦЗЛ
- Відділ технічного контролю ВТК

ПІДРОЗДІЛИ ВІДДІЛУ ГОЛОВНОГО МЕХАНІКА:
- Механічний цех
- Вальцетокарний цех
- Цех ремонту металургійних печей ЦРМП
- Цех ремонту прокатного обладнання ЦРПО
- Цех ремонту кранового обладнання ЦРКО
- Цех ремонту металургійного обладнання ЦРМВ
- Центральна лабораторія автоматизації та механізації ЦЛАМ

ПІДРОЗДІЛИ ВІДДІЛУ ГОЛОВНОГО ЕНЕРГЕТИКА:
- Кисневий цех Компресорне відділення (6 повітряних компресорів 10МВт, 3 кисневих компресора 3,2МВт, відділення поділу (2 кисневі блоки))
- Теплосиловий цех
- Цех мереж та підстанцій ЦМП 77 підстанцій, 4 центральні розподільчі підстанції, 5 вводів 110кВ, 2 введення 35кВ
- Цех телефонії та диспетчеризації ЦТД
- Газовий цех
- Цех контрольно-вимірювальних приладів та автоматики КВП та А
- Електротехнічна лабораторія ЕТЛ
- Відділ автоматизованих систем управління технологічними процесами ВАСУ ТП

ПІДРОЗДІЛИ ЗАМ. ДИРЕКТОРА З ТРАНСПОРТУ:
- Автотранспортний цех АТЦ
- Залізничний цех ЗДЦ поділяється на служби, мав 110 локомотивів, локомотивне депо, кранове депо, вагонне депо, ділянки екіпіровки тощо)

ПІДРОЗДІЛИ ПІДПОРЯДКОВАНІ ГОЛОВНОМУ ІНЖЕНЕРУ:
- Відділ збуту
- Проектний відділ
- Технічний відділ
- Виробничий відділ
- Лабораторія охорони навколишнього середовища ЛОНС
- Цех підготовки виробництва ЦПВ
- Житлово-комунальний відділ ЖКВ
- Інформаційно-обчислювальний центр ІОЦ
- Управління торгівлі та харчування УТіХ

## Організації та установи на балансі підприємства
- Макіївський металургійний технікум імені Володимира Грибіниченка. Макіївський металургійний технікум, починаючи з 1929 року, готував кадри для потреб підприємства, але на балансі ММК не був і ім'я Грибіниченка не носив.

## Керівництво
- 1933–1937 — Гвахарія Георгій Віссаріонович — перший директор комбінату[6].
- 1945 — 195? — І. Ф. Білобров
- 1956—1968 — О. І. Жуков

## Відомі працівники
- Баранов Олександр Олександрович
- Марунченко Павло Полікарпович